# Busquístar
Busquístar è un comune spagnolo di 381 abitanti situato nella comunità autonoma dell'Andalusia.